# Releu (componentă electronică)
Releul este o componentă electronică, un dispozitiv, care produce anumite modificări (cum ar fi închiderea și deschiderea unui circuit) pe baza unui parametru care variază (precum tensiunea electrică aplicată), permițând controlarea unui curent de intensitate mare cu ajutorul unui curent de intensitate mică. 

## Parametri principali
- valoarea nominală (Un, In) este valoarea care figurează pe plăcuța sau indicatorul releului și corespunde funcționării de durată în curent alternativ sau continuu;

- valoarea de acționare (de pornire) reprezintă acea valoare limită a mărimii controlate, la care sistemul mobil al releului se pune în mișcare și închide contactele (cazul releelor care la acționare își închid contactele) sau le deschide (cazul releelor care la acționare își deschid contactele);

- valoarea de revenire reprezintă valoarea limită a mărimii controlate, la care sistemul mobil al releului începe să se deplaseze în sens invers sensului deplasării din cazul acționării și continuă până în poziția inițială de repaus;

- factorul de revenire este raportul dintre valoarea de revenire și valoarea de acționare. Cu cât factorul de revenire este mai apropiat de unitate, cu atât releul este de calitate mai bună, urmărind mai fidel valoarea mărimii controlate. La releele maximale, factorul de revenire este subunitar, iar la cele minimale este supraunitar;

- valoarea reglată, pentru releele cu dispozitiv de reglaj, reprezintă valoarea parametrului de acționare pentru care releul este reglat să funcționeze (să acționeze);

- timpul propriu de acționare al releului este timpul care trece din momentul variației mărimilor controlate de releu, până în momentul închiderii (sau deschiderii) depline a contactelor;

- eroarea releului este diferența dintre valoarea reală de acționare și valoarea mărimii controlate, la care releul a fost reglat să acționeze (prin fixarea indicatorului pe scală, sau fixarea unei fișe, cleme, etc.) denumită valoare reglată. Raportând această diferență la valoarea reglată, se obține eroare în procente. Pentru asigurarea selectivității, eroarea trebuie să fie cât mai mică;

- puterea consumată este puterea consumată de releu pentru acționare. Acest parametru definește sensibilitatea releului; cu cât puterea consumată este mai mare, cu atât releul va acționa la abateri mai mari ale mărimii controlate față de valoarea normală, și deci protecția va fi mai puțin sensibilă;

- puterea comandată, de contactele releului, reprezintă puterea din circuitul pe care-l întrerupe sau stabilește contactele releului, fără a se deteriora;

- stabilitatea termică și electrodinamică reprezintă proprietatea releului de a suporta timp limitat (fără deteriorări) efectele termice și electrodinamice ale curentului de scurt circuit.

Releele electromagnetice sunt foarte sigure în funcționare, dar sensibilitatea lor este mai redusă decât a altor tipuri de relee, datorită puterii consumate relative ridicate.